# Khasanbi Taov
Khasanbi Taov (5 de novembro de 1977) é um ex-judoca russo.
Foi medalhista de bronze em Atenas, 2004, além de obter uma medalha de prata e uma de bronze em campeonatos europeus de judô.